# Slow Burn
«Slow Burn» — песня, написанная Дэвидом Боуи для альбома Heathen в 2002 году. Песня примечательна участием в её записи Пита Таунсенда, в качестве гитариста. В июне 2002 года она была выпущена в качестве сингла. Композиция была выдвинута на премию «Грэмми», в номинации «Лучшее мужское вокальное рок-исполнение».

## Список композиций

### CD: ISO-Columbia / 672744 1 (Австрия)
1. «Slow Burn» — 4:43
2. «Wood Jackson» — 4:48
3. «Shadow Man» — 4:46

### CD: ISO-Columbia / COL 672744 2 (Австрия)
1. «Slow Burn» — 4:43
2. «Wood Jackson» — 4:48
3. «Shadow Man» — 4:46
4. «When the Boys Come Marching Home» — 4:46
5. «You’ve Got a Habit of Leaving» — 4:51

### CD: Sony / SICP-162 (Япония)
1. «Slow Burn» (edit) — 3:55
2. «Shadow Man» — 4:46
3. «When the Boys Come Marching Home» — 4:46
4. «You’ve Got a Habit of Leaving» — 4:51
5. «Baby Loves That Way» — 4:44

## Участники записи
Музыканты
- Дэвид Боуи: вокал, клавишные, синтезаторы, гитары, саксофон, стилофон, ударные
- Пит Таунсенд: соло-гитара
- Тони Висконти: бас, гитары, рекордеры, струнные аранжировки, B-vox
- Мэтт Чемберлен: ударные, перкуссия, Loop programming,
- Дэвид Торн: гитары, Omnichord, Guitar loops
- Джордан Рудесс: фортепиано и орган Хаммонда.
- Гэйл Энн Дорси: бас на «Shadow Man»
- Эрл Слик: эмбиент-гитара на «Shadow Man», акустическая и электрогитара на «You’ve Got a Habit of Leaving»
- Марк Плати: акустическая гитара на «Shadow Man», акустическая и электрогитара на «You’ve Got a Habit of Leaving»
- Лиза Германо: скрипка на «Shadow Man» и «You’ve Got a Habit of Leaving»
- Карлос Аломар: гитара на «When the Boys Come Marching Home»
- Майк Гарсон: фортепиано на «You’ve Got a Habit of Leaving»
- Стерлинг Кэмпбелл: ударные на «You’ve Got a Habit of Leaving»
- Эмм Граймер: бэк-вокал на «You’ve Got a Habit of Leaving»
- Холли Палмер: бэк-вокал на «You’ve Got a Habit of Leaving»
- The Scorchio Quartet:
  - Greg Kitzis: 1-я скрипка
  - Meg Okura: 2-я скрипка
  - Martha Mooke: альт
  - Mary Wooten: виолончель

Продюсеры
- Дэвид Боуи
- Тони Висконти

## Концертные версии
Песня была исполнена на нескольких ТВ-шоу в 2002 году, в ходе концертного тура Heathen Tour.

## Другие издания
Полная версия песни (5:04) была выпущена эксклюзивно на издании альбома Heathen в формате SACD.

## Интересные факты
- Фронтмен группы The Killers Брэндон Флауэрс рассказал, что они [The Killers] использовали басовый рифф из «Slow Burn» в своей песне «All These Things That I’ve Done». «Прошло уже довольно много времени, так что, надеюсь, Боуи не подаст на нас в суд», — добавил Флауэрс. «All These Things That I’ve Done» вошла в дебютный диск группы — «Hot Fuss»[1][2].